# X86
x86 (англ. Intel 80x86) — архітектура процесорів та ядра мікроконтролерів з однойменною системою команд.
x86 або 80x86 є загальною назвою мікропроцесорної архітектури та архітектури розробленої на її базі обчислювальної техніки. Вперше реалізована в процесорах компанії Intel. Архітектура x86 у значно вдосконаленому вигляді і нині[коли?] домінує на ринку настільних і мобільних комп'ютерів та малих серверів.
Назва x86 походить від останніх цифр у назві першої моделі процесора на її базі — Intel 8086. Ці цифри також присутні у назвах наступних моделей (Intel 80186, Intel 80286, Intel 80386, Intel 80486 тощо) цієї родини процесорів.
Крім Intel, ця архітектура також була реалізована в процесорах інших виробників: AMD, VIA, Transmeta, IDT та інші. Вдосконалений варіант цієї архітектури із розрядністю 32 біти називається IA-32 (Intel Architecture 32).

## Історія
У 1976 році фірма Intel почала посилено працювати над мікропроцесором 8086. Розмір його регістрів в порівнянні з 8080 був збільшений вдвічі, що дало можливість збільшити його продуктивність в 10 разів. Крім того розмір інформаційних шин був збільшений до 16 розрядів, що дало можливість збільшити швидкість передачі інформації на мікропроцесор і з нього вдвічі. Розмір його адресної шини також був істотно збільшений — до 20 біт. Це дозволило 8086 прямо контролювати 1М оперативної пам'яті.
У 1982 році Intel створила процесор 80286. Замість 20-розрядної адресної шини 8088/8086, 80286 мав 24-розрядну шину. Ці додаткові 4 розряди давали можливість збільшити максимум пам'яті, що адресувалася, до 16 Мб.
Intel 80386 був створений в 1985 році. Із збільшенням шини даних до 32 біт, число адресних ліній також було збільшене до 32. Саме по собі це розширення дозволило мікропроцесору прямо звертатися до 4Гб фізичної пам'яті. Крім того він міг працювати з 16 трильйонами байт віртуальної пам'яті. Існує модифікація процесора Intel 80386 — 386SX. Головна відмінність його від 80386 це 16-бітовий вхід/вихід шини даних. Як наслідок його внутрішні регістри заповнюються в два кроки.
Всі процесори сімейства 486 мають 32-розрядну архітектуру, внутрішню кеш-пам'ять 8 Кб (у DX4 — 16 КВ). Моделі SX не мали вбудованого співпроцесора, він був винесений на плату. Моделі DX2 реалізують механізм внутрішнього подвоєння частоти (наприклад, процесор 486DX2-66 встановлюється на 33-мегагерцову системну плату), що дозволяє підняти швидкодію практично вдвічі, оскільки ефективність кешування внутрішньої кеш-пам'яті становить майже 90 відсотків. Процесори сімейства DX4 486DX4-75 і 486DX4-100 призначені для установки на 25-ти і 33-мегагерцові плати.
Створені в середині 1989 і 1995 року процесори Pentium і Pentium Pro значно відрізнялися за своєю архітектурою від своїх попередників. В основу архітектури була покладена суперскалярна архітектура, яка і дала можливість отримати п'ятикратну продуктивність Pentium в порівнянні з моделлю 80486. Хоча Pentium проектувався як 32-розрядний, для зв'язку з рештою компонентів системи використовувалася зовнішня 64-розрядна шина.
| Процесор    | Розрядність шини даних | Робоча частота, Мгц            |
| ----------- | ---------------------- | ------------------------------ |
| i4004       | 4                      | 0.75                           |
| i8008       | 8                      | 0.8                            |
| i8080       | 8                      | 2                              |
| i8086       | 16                     | 5; 8; 10                       |
| i8088       | 16                     | 5; 8                           |
| i80286      | 16                     | 8; 10; 12; 16                  |
| i80386 DX   | 32                     | 20; 25; 33; 40                 |
| i80386 SX   | 16                     | 20; 25; 33                     |
| i80486 DX   | 32                     | 25; 33; 50; 66;75;100;120      |
| i80486 SX   | 32                     | 16; 20; 25; 33                 |
| Pentium     | 32                     | 60; 66; 75; 90; 100; 120; 133; |
| Pentium Pro | 32                     | 166; 180; 200                  |

У таблиці нижче наведені бренди процесорів, які згруповані за поколіннями і є важливими в історії x86.
| Покоління   | Вперше представлений | Відомі бренди процесорів                                                             | Лінійна/фізична адреси простору                    |
| ----------- | -------------------- | ------------------------------------------------------------------------------------ | -------------------------------------------------- |
| 1           | 1978                 | Intel 8086, Intel 8088 та клони                                                      | Перші x86 мікропроцесори                           |
| 1           | 1982                 | Intel 80186, Intel 80188 та клони, NEC V20/V30                                       |                                                    |
| 2           | 1982                 | Intel 80286 та клони                                                                 | 16-bit (30-bit віртуальні) / 24-bit (сегментовані) |
| 3 (IA-32)   | 1985                 | Intel 80386 та клони, AMD Am386                                                      | 32-bit (46-bit віртуальні) / 32-bit                |
| 4 (FPU)     | 1989                 | Intel486 та клони, AMD Am486/Am5x86                                                  | 32-bit (46-bit віртуальні) / 32-bit                |
| 4/5         | 1997                 | IDT/Centaur-C6, Cyrix III-Samuel, VIA C3-Samuel2 / VIA C3-Ezra (2001), VIA C7 (2005) | 32-bit (46-bit віртуальні) / 32-bit                |
| 5           | 1993                 | Pentium, Pentium MMX, Cyrix 5x86, Rise mP6                                           | 32-bit (46-bit віртуальні) / 32-bit                |
| 5/6         | 1996                 | AMD K5, Nx586 (1994)                                                                 | 32-bit (46-bit віртуальні) / 32-bit                |
| 6           | 1995                 | Pentium Pro, Cyrix 6x86, Cyrix MII, Cyrix III-Joshua (2000)                          | 36-bit фізична (PAE)                               |
| 6           | 1997                 | AMD K6/-2/3, Pentium II/III                                                          | 36-bit фізична (PAE)                               |
| 6           | 2003                 | Pentium M, Intel Core (2006)                                                         | 36-bit фізична (PAE)                               |
| 7           | 1999                 | Athlon, Athlon XP                                                                    | 36-bit фізична (PAE)                               |
| 7           | 2000                 | Pentium 4                                                                            | 36-bit фізична (PAE)                               |
| 7/8         | 2000                 | Transmeta Crusoe, Efficeon                                                           | 36-bit фізична (PAE)                               |
| 7/8         | 2004                 | Pentium 4 Prescott                                                                   |                                                    |
| 7/8         | 2006                 | Intel Core 2                                                                         |                                                    |
| 7/8         | 2008                 | VIA Nano                                                                             |                                                    |
| 8 (x86-64)  | 2003                 | Athlon 64, Opteron                                                                   |                                                    |
| 8/9         | 2007                 | AMD Phenom                                                                           | 48-bit фізична для AMD Phenom                      |
| 8/9         | 2008                 | Intel Core i3/i5/i7, AMD Phenom II                                                   | 48-bit фізична для AMD Phenom                      |
| 8/9         | 2008                 | Intel Atom                                                                           | 48-bit фізична для AMD Phenom                      |
| 8/9         | 2011                 | AMD Bobcat, Llano                                                                    | 48-bit фізична для AMD Phenom                      |
| 9 (GPU)     | 2011                 | Intel Sandy Bridge/Ivy Bridge, AMD Bulldozer та Trinity                              |                                                    |
|             | 2013                 | Intel Larrabee                                                                       |                                                    |
|             | 2014                 | Intel Haswell                                                                        |                                                    |
| 10 (x86-64) | 20xx                 |                                                                                      |                                                    |
| 11 (x86-64) | 2020                 | Intel Tiger Lake                                                                     |                                                    |

## Особливості архітектури
x86 є CISC архітектурою із змінною довжиною команд. Сумісність нових моделей процесорів із попередніми була ключовою у розвитку архітектури x86.
Архітектура двічі розширювалась до більшого розміру машинного слова. Перші x86 процесори були 16-бітними. У 1985 Intel випустила 32-бітний процесор 80386, його архітектуру назвали x86-32 або IA-32 (Intel Architecture, 32 bits). У 2003, AMD випустила Athlon 64, в якому реалізовано розширення архітектури до 64 біт, яке називають AMD64 (AMD), EM64T (Intel), чи x64 (Microsoft). Нова архітектура x86-64 доповнила і поступово замінила x86 і починаючи з 2003 року стала новим індустріальним стандартом[джерело?].
Дозволено невирівняний по машинному слову доступ до пам'яті. Порядок байтів у слові — little-endian (найменш значущий байт має меншу адресу). Сучасні x86 процесори перекладають набір команд x86 на RISC-подібні мікрокоманди для ефективнішого їх виконання.

#### Реальний режим
Реальний режим (real mode) — класичний режим адресації, який використовувався в перших моделях. Використовує сегментну модель пам'яті, яка організована наступним чином: адресний простір в 1 МіВ розбивається на 16-байтові блоки, які називаються параграфи. Всього параграфів в 1 МіВ — 65536, що дозволяє пронумерувати їх 16-розрядними числами. Сегменти пам'яті мають розмір 65536 байт, і завжди починаються на межі параграфа. Адреса комірки пам'яті складається з двох частин: номер параграфа, з якого починається сегмент та зміщення всередині сегменту і зазвичай записується як SSSS:OOOO, де S та O — шістнадцяткові цифри. SSSS називається сегментною компонентою адреси, а OOOO — зміщення. Адреса комірки, яка видається на шину, являє собою сегментну компоненту помножену на 16 плюс зміщення. Сегментна компонента вміщується в спеціальний регістр, який називається сегментний, а зміщення в регістр ІР(регістр інструкцій). Мікропроцесори 8086/8088, 80186/80188 та 80286 мали чотири сегментні регістри, тобто могли працювати одночасно з чотирма сегментами пам'яті.
Сегментні регістри та їх призначення:
- CS — Сегмент коду. Використовується для вибірки команд програми;
- DS — Сегмент даних. Використовується за замовчуванням для доступу до даних;
- ES — Додатковий сегмент. Є отримувачем даних в командах обробки рядків;
- SS — Сегмент стеку. Використовується для розміщення програмного стеку;
- FS — Додатковий сегментний регістр. Спеціального призначення не має. З'явився в процесорі 80386;
- GS — Аналогічно попередньому, але в нових процесорах с 64-бітною архітектурою має особливий статус: може використовуватись для швидкого переключення контекстів.

Незважаючи на те, що сегментні регістри мають спеціальні призначення, архітектура припускає при звернені до даних змінити один сегмент на інший. Сегменти коду, стеку та отримувача рядків завжди використовують регістри CS, SS та ES та не можуть бути змінені. Загальний об'єм пам'яті, яка адресується в реальному режимі становить 1048576 байт (діапазон адрес 00000-FFFFFh, або у форматі сегмент:зміщення 0:0-F000h:FFFFh). Сегментний підхід дозволяє розділити всю пам'ять на 16 сегментів, які починаються з адрес, кратних 64 Кбайт.
За деякими адресами фізичної пам'яті можуть бути присутні пристрої вводу/виводу з відображенням на пам'ять, додаткові постійні запам'ятовувачі, «вікна» пам'яті EMS. Зазвичай кожен такий пристрій використовує один 64-кілобайтовий блок пам'яті; відповідно, адреса комірки в адресному просторі пристрою буде збігатися зі зміщенням у сегменті пам'яті комп'ютера.
Також в реальному режимі відсутній захист пам'яті та розмежування прав доступу, тому він вже практично вийшов з використання. Є режимом за замовчуванням для всіх моделей процесорів x86.

#### Захищений режим
Захищений режим (protected mode) — режим з захистом пам'яті, який вперше з'явився в процесорі 80286 і надалі багаторазово вдосконалювався. Має більшу кількість підрежимів, за якими можна прослідкувати еволюцію сімейства ЦП. Аналогічно реальному режиму, тут також використовується сегментована модель пам'яті, але вже організована за іншим принципом: ділення на параграфи відсутнє, а розташування сегментів описується спеціальними структурами, які розташовані в оперативній пам'яті. 
Існує два типи дескрипторних таблиць: глобальна та локальна. Глобальна таблиця описує сегменти операційної системи і розділяє структури даних. Локальна таблиця може бути визначена для кожного процесу. Дескриптор завантажується з пам'яті в кеш, який є прив'язаним до кожного сегментного регістра та автоматично завантажується в момент його модифікації.
Кожний програмний модуль, який виконується в захищеному режимі визначається його сегментом коду, описаним регістром CS, який і визначає його привілеї за доступом до даних та іншим модулям.
Процесор 80386, який з'явився в 1985 році, на відмінну від своїх попередників став 32-бітним. В ньому з'явилась можливість адресуватись до 4 ГіБ пам'яті, що дозволило створювати сегменти пам'яті розміром з весь адресний простір. Тому нові операційні системи використовували вироджену модель організації пам'яті, коли всі сегменти починаються з нуля. Така модель отримала назву плоскої, і адреса задається одним цілим 32-розрядним числом.

#### Змішані режими
Сегментний блок керування пам'яттю сучасних процесорів, незважаючи на кардинальну різницю двох його основних режимів, в обох працює схожим способом.
Це дозволяє організувати нестандартні режими не описані в офіційній документації, але іноді корисні при написанні програм. Оскільки відомо, що внутрішні кеші дескрипторів використовуються у всіх режимах, і саме вони використовуються для адресації пам'яті, при розумінні логіки їх роботи можливе завантаження в них нестандартних значень для даного режиму. Схожі нестандартні режими отримали назву Unreal mode та активно використовуються BIOS'ами персональних комп'ютерів. Важливо помітити, що в процесорі 80286 також була можливість завантаження нестандартних значень дескриптивного кешу за допомогою недокументованої команди LOADALL, що було особливо актуально, оскільки процесор 80286 не дозволяв скидати прапорець РЕ (із захищеного режиму виходили за допомогою повного перезавантаження (англ. reset) процесора, яке було надзвичайно повільним і серйозно позначалось на продуктивності).

### Сторінкова організація пам'яті
У процесорах починаючи з 80386 з'явився модуль керування пам'яттю, яке дозволяє організувати відображення сторінок пам'яті, що було ще одним приводом переходу на плоску модель з появою 32-розрядних обчислень. Використовуючи трансляцію сторінок операційна система може створювати власне лінійний адресний простір для кожного процесу. Слід зазначити, що сторінковий блок управління пам'яттю доступний тільки в захищеному режимі.

### Регістри процесора
IP (англ. Instruction Pointer) — регістр, який вказує на зміщення (адреса) інструкцій в сегменті коду (1234:0100h сегмент/зміщення).
IP — 16-бітний (молодша частина EIP)
EIP — 32- бітний аналог (молодша частина RIP)
RIP — 64-бітний аналог
Сегментні регістри — регістри, що вказують на сегменти.
CS (англ. Code Segment), DS (англ. Data Segment), SS (англ. Stack Segment), ES (англ. Extra Segment), FS, GS
В реальному режимі роботи процесора сегментні регістри містять адресу початку 64Kb сегмента, зміщений управо на 4 біта.
В захищеному режимі роботи процесора сегментні регістри містять селектор сегмента пам'яті, виділеного ОС.
CS — покажчик на кодовий сегмент. Зв'язка CS: IP (CS: EIP / CS: RIP — в захищеному / 64-бітному режимі) вказує на адресу в пам'яті наступної команди.
Регістри даних — служать для зберігання проміжних обчислень.
RAX, RCX, RDX, RBX, RSP, RBP, RSI, RDI, R8 — R15 — 64-бітні
EAX, ECX, EDX, EBX, ESP, EBP, ESI, EDI, R8D — R15D — 32-бітні (extended AX)
AX (англ. Accumulator), CX (англ. Count Register), DX (англ. Data Register), BX (англ. Base Register), SP (англ. Stack Pointer), BP (англ. Base Pointer), SI (англ. Source Index), DI (англ. Destination Index), R8W — R15W — 16-бітні
AH, AL, CH, CL, DH, DL, BH, BL, SPL, BPL, SIL, DIL, R8B — R15B — 8-бітні (половинки 16-бітних регістрів)
наприклад, AH — high AX — старша половинка 8 біт
AL — low AX — молодша половинка 8 біт
| RAX | RAX | RAX | RAX | RAX | RAX | RAX | RAX | RCX | RCX | RCX | RCX | RCX | RCX | RCX | RCX | RDX | RDX | RDX | RDX | RDX | RDX | RDX | RDX | RBX | RBX | RBX | RBX | RBX | RBX | RBX | RBX |
|     |     |     |     | EAX | EAX | EAX | EAX |     |     |     |     | ECX | ECX | ECX | ECX |     |     |     |     | EDX | EDX | EDX | EDX |     |     |     |     | EBX | EBX | EBX | EBX |
|     |     |     |     |     |     | AX  | AX  |     |     |     |     |     |     | CX  | CX  |     |     |     |     |     |     | DX  | DX  |     |     |     |     |     |     | BX  | BX  |
|     |     |     |     |     |     | AH  | AL  |     |     |     |     |     |     | CH  | CL  |     |     |     |     |     |     | DH  | DL  |     |     |     |     |     |     | BH  | BL  |

| RSP | RSP | RSP | RSP | RSP | RSP | RSP | RSP | RBP | RBP | RBP | RBP | RBP | RBP | RBP | RBP | RSI | RSI | RSI | RSI | RSI | RSI | RSI | RSI | RDI | RDI | RDI | RDI | RDI | RDI | RDI | RDI | Rx | Rx | Rx | Rx | Rx  | Rx  | Rx  | Rx  |
|     |     |     |     | ESP | ESP | ESP | ESP |     |     |     |     | EBP | EBP | EBP | EBP |     |     |     |     | ESI | ESI | ESI | ESI |     |     |     |     | EDI | EDI | EDI | EDI |    |    |    |    | RxD | RxD | RxD | RxD |
|     |     |     |     |     |     | SP  | SP  |     |     |     |     |     |     | BP  | BP  |     |     |     |     |     |     | SI  | SI  |     |     |     |     |     |     | DI  | DI  |    |    |    |    |     |     | RxW | RxW |
|     |     |     |     |     |     |     | SPL |     |     |     |     |     |     |     | BPL |     |     |     |     |     |     |     | SIL |     |     |     |     |     |     |     | DIL |    |    |    |    |     |     |     | RxB |

де x — 8..15.

Регістр прапорів FLAGS (16 біт) / EFLAGS (32 біта) / RFLAGS (64 біта) — містить поточний стан процесора.
Системні регістри GDTR, LDTR і IDTR введені в процесорах починаючи з Intel286 і призначені для зберігання базових адрес таблиць дескрипторів  — найважливіших складових системної архітектури при роботі в захищеному режимі.
Регістр GDTR містить 32-бітний (24-бітний для Intel 286) базовий адресу і 16-бітний межа глобальної таблиці дескрипторів (GDT).
Видима частина регістра LDTR містить тільки селектор дескриптора локальної таблиці дескрипторів (LDT). Сам дескриптор LDT автоматично завантажується в приховану частину LDTR з глобальної таблиці дескрипторів.
Регістр IDTR містить 32-бітний (24-бітний для Intel286) базовий адресу і 16-бітний межа  таблиці дескрипторів переривань  (IDT). У реальному режимі може бути використаний для зміни місця розташування таблиці векторів переривань.
Видима частина регістра TR містить селектор дескриптора сегмента стану задачі (TSS). Сам дескриптор TSS автоматично завантажується в приховану частину TR з глобальної таблиці дескрипторів.
Зсувні регістри представляють собою послідовно з'єднану ланцюжок тригерів. Основний режим роботи — зрушення розрядів коду від одного тригера до іншого на кожен імпульс тактового сигналу.
За призначенням регістри розрізняються на:
- Акумулятор — використовується для зберігання проміжних результатів арифметичних і логічних операцій та інструкцій введення-виведення;
- Флагової — зберігають ознаки результатів арифметичних і логічних операцій;
- Загального призначення — зберігають операнди арифметичних і логічних виразів, індекси й адреси;
- Індексні — зберігають індекси вихідних і цільових елементів масиву;
- Вказівні — зберігають покажчики на спеціальні області пам'яті (покажчик поточної операції, покажчик бази, покажчик стека);
- Сегментні — зберігають адреси та селектори сегментів пам'яті;
- Керуючі — зберігають інформацію, керуючу станом процесора, а також адреси системних таблиць.

#### Лічильник команд
IP (англ. Instruction Pointer) — регістр, що містить адресу-зміщення наступної команди, що підлягає виконанню, щодо кодового сегмента CS.
Регістр IP пов'язаний з CS у вигляді CS: IP, де CS є поточним кодовою сегментом, а IP — поточним зсувом щодо цього сегмента.
Регістр IP є 16-розрядним регістром-покажчиком. Крім нього, до складу регістрів цього типу входять SP (англ. Stack Pointer — покажчик стека) і BP (англ. Base Pointer — базовий покажчик).
Принцип роботи
Наприклад, CS містить значення 2CB5[0]H, в регістрі IP зберігається зсув 123H.
Адреса наступної інструкції, що підлягає виконанню, обчислюється шляхом підсумовування адреси в CS (сегменті коду) зі зміщенням в регістрі IP:
 2CB50H + 123H = 2CC73H 
Таким чином, адреса наступної інструкції для виконання дорівнює  2CC73H .
При виконанні поточної інструкції процесор автоматично змінює значення в регістрі IP, в результаті чого реєстрова пара CS: IP завжди вказує на наступну інструкцію, що підлягає виконанню.